# سودومالاکیت
سودومالاکیت  (به انگلیسی: Pseudomalachite) با فرمول شیمیایی Cu5[(OH)2-PO4]2 از مجموعه کانی هاست و از واژه Pseudos یعنی دروغین و مالاکیت (malachite) گرفته شده‌است. در حرارت شعله در اسیدها حل می‌شود. CuO:۶۹٫۰۹٪  P2O۵:۲۴٫۶۵٪  H2O:۶٫۲۶٪  برای اولین بار در چک اسلواکی کشف شد و از نظر شکل بلور: منشوری، رنگ: سبز زمردی - سبز تیره، شفافیت: شفاف - نیمه شفاف، شکستگی: صدفی، جلا: شیشه‌ای - چرب، رخ: ناقص، سیستم تبلور: مونوکلینیک و در رده‌بندی فسفات است همچنین خاصیت مغناطیسی ندارد و منشأ تشکیل آن ثانوی است.
همایند کانی‌شناسی (پارانژ) آن واکنش‌های شیمیایی و اشعه Xمالاکیت - کورن والیت- آزوریت- مالاکیت- لیمونیت- کالسدوئن و غیره است
، از نظر ژیزمان استالاکتیتی - آگرگات یا انگورهای به ندرت بلوری کمیاب است و بیشتر در آلمان غربی، چک اسلواکی، انگلستان و URSS یافت می‌شود.

## منبع
- پردیس کشاورزی ایران